# Савченко Олександр Юрійович
Олекса́ндр Ю́рійович Са́вченко (15 червня 1992, Крижопіль — 22 липня 2014) — старший солдат Збройних сил України, учасник російсько-української війни.

## Життєпис
Народився 1992 року у місті Крижопіль в сім'ї працівників міліції — Юрія Дмитровича та Людмили Василівни Савченків. У 2009 році закінчив Крижопільську середню загальноосвітню школу І-ІІІ ступенів № 2. Брав участь у районних і обласних змаганнях з важкої атлетики; мав багато спортивних нагород і медалей.
Закінчив у Севастополі факультет судноводіння Чорноморського вищого військово-морського училища імені Нахімова.
У березні 2014 року добровільно пішов служити за контрактом. Навідник-оператор 24-ї механізованої бригади. Понад місяць разом з побратимами перебував в оточенні.
Загинув 22 липня 2014-го уночі при виконанні бойового завдання у Луганській області — внаслідок мінометного обстрілу, який вчинили терористи біля КПП «Довжанський». Тоді ж загинув старший солдат Роман Васькало. Четверо військовиків перебували у бліндажі тиждень, заблоковані терористами, підмоги не було змоги надіслати.
Похований у Крижополі.
Без Олександра лишились батьки і сестра.

## Нагороди і вшанування
За особисту мужність і героїзм, виявлені у захисті державного суверенітету та територіальної цілісності України, вірність військовій присязі під час російсько-української війни
- нагороджений орденом За мужність III ступеня (22.1.2015, посмертно).
- 14 жовтня 2016 року у Крижополі урочисто відкрито та освячено пам'ятник на честь воїнів-земляків, полеглих в АТО — серед них викарбуване й ім'я Олександра Савченка.
- одну з вулиць у Крижополі перейменовано на його честь[1]